# Ilka Štuhec
Ilka Štuhec (Slovenj Gradec, 26. listopada 1990.), slovenska je alpska skijašica.
Osvojila je zlato na Svjetskom prvenstvu u St. Moritzu 2017. u spustu. Na Svjetskom juniorskom prvenstvu 2007. u Flachauu pobijedila je u slalomu i kombinaciji, na Svjetskom juniorskom prvenstvu 2008. u Formigalu pobijedila je u spustu. U ožujku 2007. u Lenzerheideu u Švicarskoj debitirala je u Svjetskom kupu sa 16 godina. 
U sezoni Svjetskog kupa 2016./'17. bila je vodeća u spustu nakon 6 od 8 utrka, treća u superveleslalomu nakon 5 od 7 utrka, vodeća u kombinaciji nakon 2 od 3 utrke i 3. u ukupnom poretku nakon 28 od 37 utrka. Po zarađenim nagradama nakon 26 od 37 utrka sezone Svjetskog kupa 2016./17., Štuhec je bila3. u ženskoj konkurenciji, i po zaradi preračunatoj u švicarske franke, zaradila je 253.364 švicarska franka.

## Neka od postolja u Svjetskom skijaškom kupu
- 11 pobjeda i ukupno 21 postolje

| Datum              | Mjesto održavanja | Disciplina         | Plasman |
| ------------------ | ----------------- | ------------------ | ------- |
| 2. prosinca 2016.  | Lake Louise       | spust              | 1.      |
| 3. prosinca 2016.  | Lake Louise       | spust              | 1.      |
| 16. prosinca 2016. | Val d'Isère       | kombinacija        | 1.      |
| 17. prosinca 2016. | Val d'Isère       | spust              | 1.      |
| 28. siječnja 2017. | Cortina d'Ampezzo | spust              | 3.      |
| 29. siječnja 2017. | Cortina d'Ampezzo | superveleslalom    | 1.      |
| 24. veljače 2017.  | Crans Montana     | alpska kombinacija | 2.      |
| 25. veljače 2017.  | Crans Montana     | superveleslalom    | 1.      |

## Vanjske poveznice
- Službena stranica
- FIS-ova statistika  Arhivirana inačica izvorne stranice od 4. prosinca 2016. (Wayback Machine)
- Ilka Štuhec na ski-db.com